# Merve Özbey

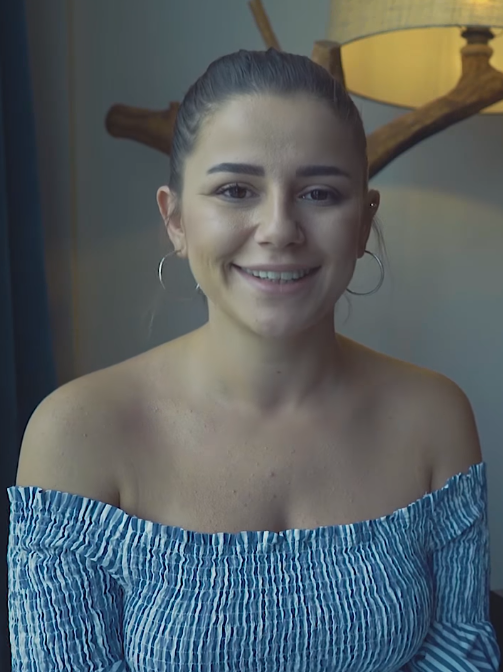
Merve Özbey (2017)

Merve Özbey (* 18. Juli 1988 in Istanbul) ist eine türkische Popmusikerin.

## Karriere
Ihre Musikkarriere begann im Jahr 2012 mit der Single Duman in Zusammenarbeit mit Erdem Kınay.
Zuvor arbeitete sie bereits als Backgroundsängerin für viele türkische Künstler wie Demet Akalın, Bengü oder Özcan Deniz. Entdeckt wurde sie von Ebru Gündeş.
Im Jahr 2013 folgte mit Helal Ettim die zweite und 2017 die dritte erfolgreiche Kollaboration mit Erdem Kınay.
Der Durchbruch als Solo-Sängerin gelang ihr 2015 mit dem Debütalbum Yaş Hikayesi und den dazugehörigen Singleauskopplungen, welche allesamt ebenfalls von Erdem Kınay produziert wurden. Ihren Erfolg konnte sie vier Jahre später mit dem zweiten Album Devran festigen.

## Diskografie

### Alben
- 2015: Yaş Hikayesi
- 2019: Devran

### Singles
| - 2012: Duman (mit Erdem Kınay) - 2013: Helal Ettim (mit Erdem Kınay) - 2015: Yolun Sonu - 2015: Yaş Hikayesi - 2015: Topsuz Tüfeksiz - 2016: Vicdanın Affetsin - 2017: Boynun Borcu (mit Erdem Kınay) - 2018: Hani Bizim Sevdamız - 2018: Vuracak - 2019: Tebrikler - 2019: Yaramız da Kalsın - 2020: Kül - 2021: Yerle Yeksan | - 2021: Kendine Dünya - 2022: Durum Çok Acil (mit Mustafa Ceceli & Sinan Akçıl) - 2022: Kararsın Dünyam - 2022: Çilingir - 2022: Kaptan (mit Emrah Karaduman) - 2022: Haram - 2023: Sahi - 2023: Unuttun Beni Zalim (mit Emel Şenocak) - 2023: Bir İmkansız Var (mit Emrah Karaduman) - 2024: Zümrüdüankam - 2024: Ne Olur (mit Bilal Sonses) - 2025: Bir Ateşe Attın Beni - 2025: Geçsin Yıllar (mit Oğuzhan Koç) |

### Gastauftritte
- 2010: Bekledim De Gelmedin (von Hüsnü Şenlendirici & Trio Chios – Hintergrundstimme)
- 2010: Şeftalisi Ala Benziyor (von Hüsnü Şenlendirici & Trio Chios – Hintergrundstimme)

Quelle: